# أمبيسيلين/فلوكلوكزاسيلين
أمبيسيلين / فلوكلوكزاسيلين Ampicillin / Flucloxacillin وهو اسم دولي غير مسجل الملكية الزمرة الدوائية من مضادات الجراثيم.
ويعد الفلوكلوكزاسيلين flucloxacillin الخيار الدوائي للمعالجة في حال وجود إنتان ناتج عن جراثيم المكورات العنقودية المقاومة

## الاستخدام الطبي
الأمبيسيلين هو من البنسيلين المضاد الحيوي المعتدل الطيف مع تغطية جيدة ضد مجموعة التهابات العقديات، بينما فلكلوكساسيلين هو مضاد حيوي ضيق الطيف مع غطاء ضد  المكورات العنقودية الذهبية  . وتشمل التوليفة تغطية البكتيريا على الأرجح في التهاب النسيج الخلوي إصابات في الذراع أو الساق.
- الانتانات المختلطة الناجمة عن العنقوديات المنتجة للبيتالاكتاماز.
- والتهاب الشعب الهوائية والحنجرة والأنف الناجم عن المكورات العنقودية
- التهاب الأذن الخارجية والوسطى.
- وعدوى الجهاز البولي التناسلي: التهاب الإحليل، التهاب المثانة، التهاب الحويضة والكلية، التهاب البروستات الناجمة عن النيسرية السيلان،
- التهاب لسان المزمار.
- انتانات العظام والمفاصل.
- التهاب المعدة والأمعاء.
- التهاب الجيوب.
- التهاب الصفاق.
- التهاب الجلد. وتقرحات الجلد[3]

### مضادات الاستطباب
فرط الحساسية تجاه البنسيلين.

## الآثار الجانبية
ردود فعل تحسسية، غثيان، إسهال، خدر بالاستعمال المديد، التهاب قولون مترافق مع الصاد الحيوي.

## تحذيرات
- وجرد سيرة للحساسية، القصور الكلوي، كثرة الوحيدات الخمجية، ابيضاض الدم اللمفاوي المزمن، الإيدز، البرفيرية.
- مراقبة الوظيفة الكلوية وإجراء فحوص دموية أثناء المعالجة المديدة والمعالجة بجرعات عالية.
- إيقاف المعالجة لدى ظهور طفح جلدي، تجنب الحقن داخل القراب.